# Urugvajska vaterpolska reprezentacija
Urugvajska vaterpolska reprezentacija predstavlja državu Urugvaj u športu vaterpolu.

## Međunarodna natjecanja

### Olimpijske igre
- 1936. - prvi krug
- 1948. - prvi krug

### Razvojni trofej FINA-e
- 2007. – 6.
- 2009. – 7.
- 2013. – 6.
- 2015. -
- 2017. -

## Sastav
Sljedeći igrači su bile pozvani da sudjeluju na Razvojnom trofeju FINA-e 2015.